# Josico
Josico, bürgerlich José Joaquín Moreno Verdú (* 6. Januar 1975 in Hellín), ist ein ehemaliger spanischer Fußballspieler und heutiger Fußballtrainer.
Als aktiver Spieler spielte er lange Jahre für UD Las Palmas und den FC Villarreal.

## Spielerkarriere
Seine Karriere als Profifußballer begann Josico beim Erstligaverein seiner Heimatstadt Albacete Balompié. Nach einem Jahr in der ersten Mannschaft stieg er jedoch bereits mit seinem Team in die Segunda División ab. Auch die beiden folgenden Jahre verbrachte Josico in Albacete, ehe er 1998 zum traditionsreichen UD Las Palmas ging, das zu diesem Zeitpunkt ebenfalls in der Segunda División vertreten war. Mit den Kanariern stieg er 1999/2000 auf, verließ den Klub nach dem Abstieg in der Saison 2001/2002 jedoch in Richtung FC Villarreal. Mit dem FC Villarreal erreichte er u. a. das Halbfinale der UEFA Champions League. Am 28. August 2008 wechselte er zum türkischen Spitzenklub Fenerbahçe Istanbul, bei dem er einen Zweijahresvertrag unterzeichnete. Jedoch wurde sein Vertrag wegen schlechter Leistung frühzeitig aufgelöst. Er wechselte daraufhin zu UD Las Palmas, bei dem er 2011 seine Karriere beendete. In der Primera Division absolvierte er 240 Spiele, in denen er 13 Tore erzielte.

## Nationalmannschaft
In der spanischen U-21 absolvierte er sieben Spiele und erzielte ein Tor.

## Trainerkarriere
Josico war ab 2013 zunächst im Trainerstab von UD Las Palmas tätig und übernahm am Ende der Saison 2013/2014 auch kurzzeitig die Position des Cheftrainers. In den Folgejahren folgten mehrere, zumeist kurzzeitige, Engagements bei den Clubs Las Palmas Atletico, FC Jumilla, Atletico Baleares, FC Elche und UD Sanse. Seine vorerst letzte Trainerstation bei UD Socuéllamos endete im Dezember 2021.

## Erfolge
- U-21 Europameister 1998
- 1999/2000 – Aufstieg in die Primera División mit UD Las Palmas.
- UEFA Intertoto Cup Sieger 2003 und 2004.
- Halbfinalist in der UEFA Champions League 2005/06
- Spanischer Vizemeister: 2007/08